# Cicadetta
Genre
Cicadetta est un genre d'insectes hémiptères de la famille des Cicadidae (cigales), de la sous-famille des Cicadettinae.
Ce sont des cigales annuelles de petite taille, à la vaste répartition (Eurasie, Afrique, Amérique du Nord), mais certaines espèces vivent en endémiques dans des régions restreintes.

## Liste d'espèces
Selon BioLib (17 mars 2018) :
- Cicadetta aaede (Walker, 1850)
- Cicadetta abdominalis (Distant, 1892)
- Cicadetta adelaida (Ashton, 1914)
- Cicadetta albipennis Fieber, 1876
- Cicadetta anapaistica Hertach, 2011
- Cicadetta apicata (Ashton, 1914)
- Cicadetta arenaria (Distant, 1907)
- Cicadetta binotata (Goding & Froggatt, 1904)
- Cicadetta brevis (Ashton, 1912)
- Cicadetta Brevipennis Fieber, 1876
- Cicadetta cantilatrix Sueur & Puissant, 2007
- Cicadetta capistrata (Ashton, 1912)
- Cicadetta caucasica (Kolenati, 1857)
- Cicadetta celis Moulds, 1988
- Cicadetta cerdaniensis Puissant & Boulard, 2000
- Cicadetta concinna (Germar, 1821)
- Cicadetta convergens (Walker, 1850)
- Cicadetta crucifera (Ashton, 1912)
- Cicadetta cuensis (Distant, 1913)
- Cicadetta denisoni (Distant, 1893)
- Cicadetta dubia (Rambur, 1840)
- Cicadetta fangoana Boulard, 1976
- Cicadetta flava Goding & Froggatt, 1904
- Cicadetta forresti (Distant, 1882)
- Cicadetta froggatti (Distant, 1907)
- Cicadetta fulva (Goding & Froggatt, 1904)
- Cicadetta graminis (Goding & Froggatt, 1904)
- Cicadetta hackeri (Distant, 1915)
- Cicadetta hageni Fieber, 1872
- Cicadetta hermannsburgensis (Distant, 1907)
- Cicadetta hunterorum Moulds, 1988
- Cicadetta incepta (Walker, 1850)
- Cicadetta incipiens (Walker, 1850)
- Cicadetta infuscata (Goding & Froggatt, 1904)
- Cicadetta issoides (Distant, 1905)
- Cicadetta juncta (Walker, 1850)
- Cicadetta labeculata (Distant, 1892)
- Cicadetta labyrinthica (Walker, 1850)
- Cicadetta lactea (Distant, 1905)
- Cicadetta landsboroughi (Distant, 1882)
- Cicadetta latorea (Walker, 1850)
- Cicadetta lobulata Fieber, 1876
- Cicadetta macedonica Schedl, 1999
- Cicadetta mackinlayi (Distant, 1882)
- Cicadetta mediterranea Fieber, 1876
- Cicadetta melete (Walker, 1850)
- Cicadetta minima (Goding & Froggatt, 1904)
- Cicadetta mixta (Distant, 1914)
- Cicadetta montana (Scopoli, 1772) - petite cigale montagnarde
- Cicadetta multifascia (Walker, 1850)
- Cicadetta murrayensis (Distant, 1907)
- Cicadetta nebulosa (Goding & Froggatt, 1904)
- Cicadetta oldfieldi (Distant, 1883)
- Cicadetta olympica Gogala, Drosopolous, Trilar, 2009
- Cicadetta petryi Schumacher, 1924
- Cicadetta podolica (Eichwald, 1830)
- Cicadetta polita Popple, 2003
- Cicadetta puer (Walker, 1850)
- Cicadetta quadricincta (Walker, 1850)
- Cicadetta sancta (Distant, 1913)
- Cicadetta sibillae Hertach, Trilar, Wade, Simon & Nagel, 2015
- Cicadetta singula (Walker, 1850)
- Cicadetta spinosa (Goding & Froggatt, 1904)
- Cicadetta spreta (Goding & Froggatt, 1904)
- Cicadetta stradbrokensis (Distant, 1915)
- Cicadetta subgulosa (Ashton, 1914)
- Cicadetta sulcata (Distant, 1907)
- Cicadetta tigris (Ashton, 1914)
- Cicadetta toowoombae (Distant, 1915)
- Cicadetta torrida (Erichson, 1842)
- Cicadetta transylvanica Fieber, 1876
- Cicadetta tristrigata (Goding & Froggatt, 1904)
- Cicadetta undulata (Waltl, 1837)
- Cicadetta viridis (Ashton, 1912)
- Cicadetta warburtoni (Distant, 1882)
- Cicadetta waterhousei (Distant, 1905)

Selon Fauna Europaea (28 novembre 2021) :
- Cicadetta albipennis
- Cicadetta caucasica
- Cicadetta concinna
- Cicadetta dubia
- Cicadetta fangoana
- Cicadetta flaveola
- Cicadetta hageni
- Cicadetta lobulata
- Cicadetta mediterranea
- Cicadetta montana
- Cicadetta petryi
- Cicadetta podolica
- Cicadetta undulata

Selon ITIS (17 mars 2018) :
- Cicadetta calliope (Walker, 1850)
- Cicadetta camerona (Davis, 1920)
- Cicadetta kansa (Davis, 1919)
- Cicadetta ramosi Sanborn, 2009
- Cicadetta surinamensis Kirkaldy, 1909
- Cicadetta texana (Davis, 1936)